# Johannes Schmidt (Biologe)
Ernst Johannes Schmidt (* 2. Januar 1877 in Jaegerspris; † 21. Februar 1933) war ein dänischer Biologe, der entdeckte, dass die Europäischen Aale zur Fortpflanzung in die Sargassosee wandern.

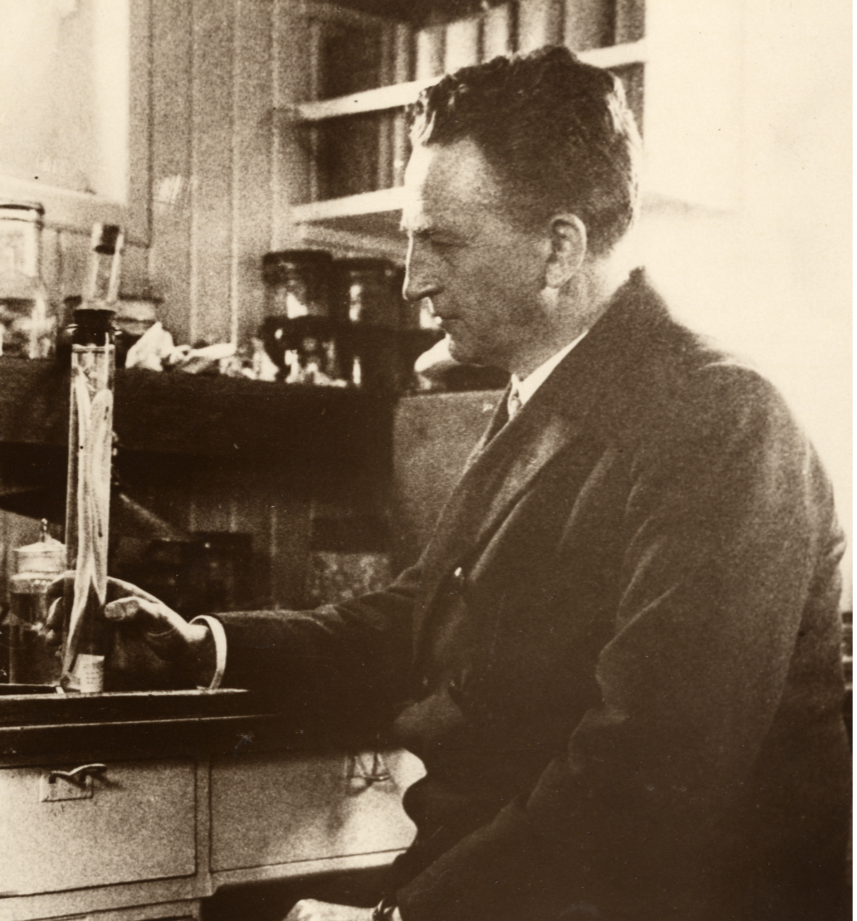
Johannes Schmidt im Labor des Forschungsschiffes Dana.

## Leben
Schmidt begann an der Universität Kopenhagen Naturgeschichte zu studieren. 1898 verfasste er seine Doktorarbeit über Mangroven in Siam. 1902 wechselte er zur Meeresbiologie. 1909 erhielt Schmidt eine Stelle als Leiter der Abteilung für Physiologie am Carlsberg-Forschungszentrum, die er bis zum Ende seines Lebens behielt. Er unternahm mehrere Expeditionen in das Mittelmeer und den Atlantik. Sein botanisches Autorenkürzel (er beschrieb insbesondere Algen) lautet „E.J.Schmidt“.
Schon 1896 beschrieben Grassi und Calandruccio, dass der als Leptocephalus brevirostris beschriebene Fisch die Larve des Aals ist. 1904 konnte Schmidt Geld für eine Erforschung der Laichplätze des Aals einwerben. Von 1905 bis 1910 befuhr er mit dem Forschungsschiff Thor den gesamten westlichen Atlantik. Später konnte das Herkunftsgebiet der seitlich zusammengeplatteten Weidenblattlarven des Aals (Leptocephali) immer weiter eingegrenzt werden. Im Ersten Weltkrieg ruhte die Forschung. 1920 gelang es Schmidt, den Motorschoner Dana zu bekommen. Auf der Dana-Expedition fand er im Jahr 1922 in der Sargassosee südlich von Bermuda den bisher kleinsten Leptocephalus. Aus der Größenverteilung der Larven folgernd formulierte Schmidt die Entwicklung der Aale.

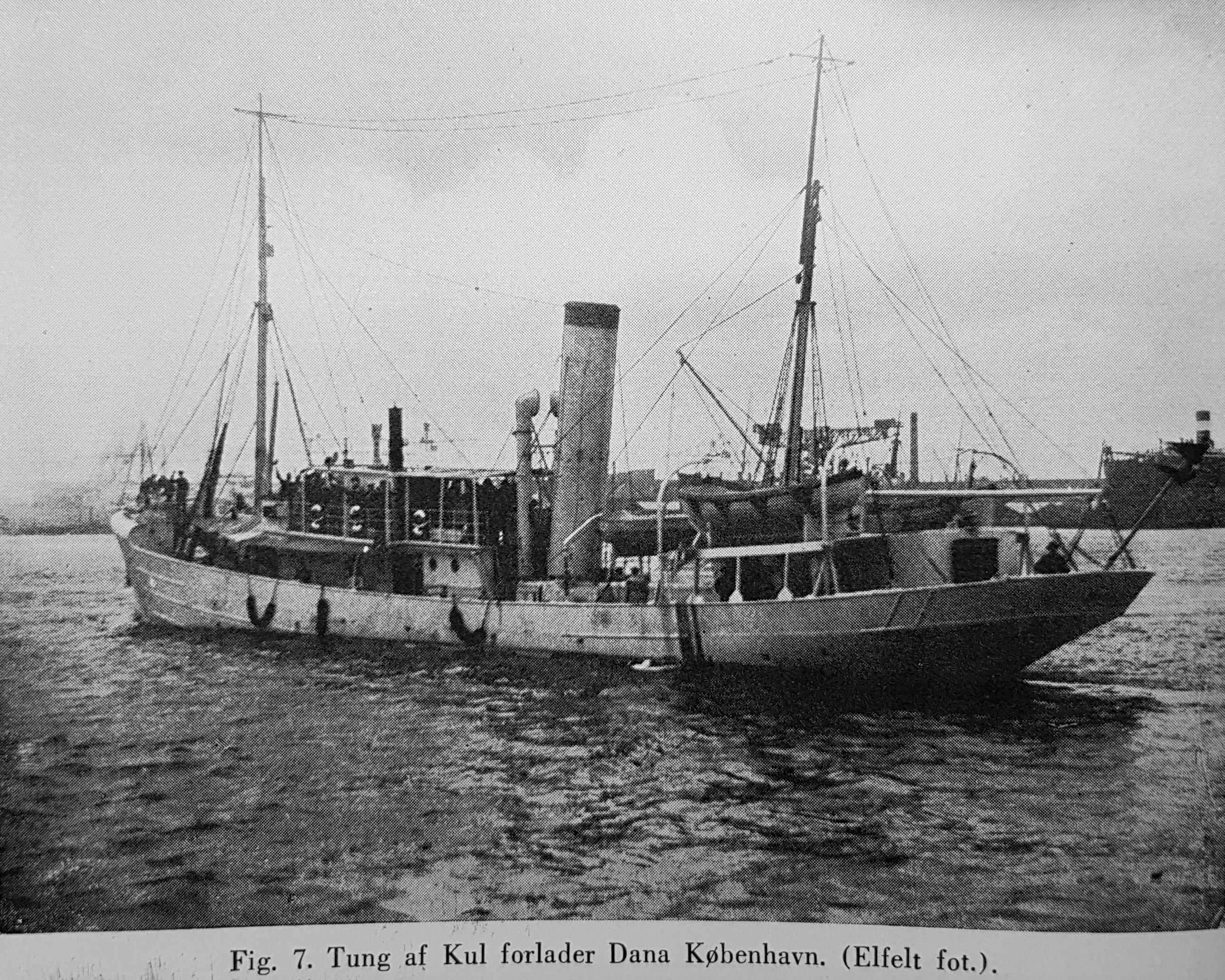
Das dänische Forschungsschiff Dana II verlässt Kopenhagen am 14. Juni 1928 und markierte damit den Beginn der Weltumsegelung (1928–1930) unter dem Kommando von Johannes Schmidt.

1924 wurde er als korrespondierendes Mitglied in die Académie des sciences aufgenommen. 1927 wurde er Ehrenmitglied (Honorary Fellow) der Royal Society of Edinburgh. 1923 erhielt er den Weldon Memorial Prize.